# Georg Stahl (Politiker, 1895)
Georg Leonhard Stahl (* 11. April 1895 in Freudenbach; † 27. Oktober 1971 in Ludwigshafen am Rhein) war ein deutscher Politiker (NSDAP).

## Leben
Stahl wuchs als unehelicher Sohn von Anna Margaretha Stahl auf. Er besuchte zunächst die Volksschule in Freudenbach und anschließend Fortbildungsschulen in Freudenbach und Creglingen. Danach absolvierte er eine kaufmännische Lehre. Er arbeitete anschließend als Lagerist und Reisender in einem Kolonialwarenladen in Freinsheim.
Am Ersten Weltkrieg nahm er als Gefreiter teil und geriet in französische Kriegsgefangenschaft. Er wurde erst 1920 entlassen. Anschließend zog er nach Lambsheim, wo er als Handelsvertreter Arbeit fand. 1922 wurde er zum Nationalsozialisten und engagierte sich ab 1924 im Völkischen Block und der Nationalsozialistischen Freiheitspartei. 1926 trat er offiziell in die NSDAP ein (Mitgliedsnummer 29.553), war aber bereits vorher Ortsgruppenleiter von Frankenthal.
Von 1932 bis 1933 war er Mitglied des Bayrischen Landtags. Im Gau Rheinpfalz (später Saarpfalz, dann Westmark) übernahm er verschiedene Ämter, so war er 1933 Sonderkommissar der Obersten SA-Führung für Ludwigshafen (Land), Gauinspekteur der Pfalz (ab 1933), Gauobmann (1934), Gauwalter (ab 1934) und ab 1936 Gauamtsleiter der DAF. Von 1933 bis 1935 war er Geschäftsführer der Neuen Abendzeitung (vormals Pfälzische Rundschau). Bereits 1934 wurde er als einer der frühesten Parteimitglieder der Pfalz mit dem Goldenen Parteiabzeichen ausgezeichnet.
1943 setzte er sich für die Entlassung des ehemaligen KPD-Ortsgruppenleiters von Lambsheim Georg Knoll ein, der daraufhin aus dem Konzentrationslager freikam.
Von 1945 bis 1949 war Stahl interniert. Anschließend ließ er sich in Landau in der Pfalz, später in Lambsheim nieder. Im Entnazifizierungsverfahren wurde er als „Belasteter“ eingestuft und mit einem Berufsverbot entlassen. Dieses wurde am 28. Mai 1951 von Ministerpräsident Peter Altmeier aufgehoben.